# ۱۲۲۹ (میلادی)
۱۲۲۹ (میلادی) هزار و دویست و بیست و نهمین سال تقویم میلادی است.

## رویدادها

### ژانویه تا دسامبر
- ۱۸ فوریه – جنگ صلیبی ششم: فریدریش دوم پیمان آتش‌بس ده ساله‌ای را با الکامل امضا کرد و بدون حمایت پاپ و یا عملیات نظامی، اورشلیم، ناصره و بیت‌لحم را بازپس گرفت.
- ۶ مارس (سه‌شنبه اعتراف) – اعتصاب دو سالهٔ دانشگاه پاریس با شورش یک دانشجو آغاز شد.
- ۱۸ مارس – جنگ صلیبی ششم: فریدریش دوم خود را به عنوان پادشاه اورشلیم معرفی کرد.
- ۱۲ آوریل – با انعقاد پیمان پاریس، جنگ صلیبی کاتاری پایان یافت.
- ۲۳ آوریل – آلفونزو نهم لئون شهر کاسرس را فتح کرد.
- ۱۲ سپتامبر – ارتش کاتالونی-آراگونی‌ها به فرماندهی خامس اول آراگون، در ساحل سانتا پونزا در جزیرهٔ مایورکا، و با هدف تسخیر این جزیره از کشتی پیاده شدند.
- ۱۳ سپتامبر – اوگتای خان از سوی شورای قورولتای به عنوان خاقان مغول‌ها منصوب شد.
- ۲۸ یا ۲۹ نوامبر – نبرد اولوسترا: اریک اریکسون شکست خورد و توسط کنیوت لانیه، که خود را پادشاه جدید معرفی کرد، از پادشاهی سوئد خلع شد.

### تاریخ ناشناخته
- کلیسای کاتولیک تفتیش عقاید را به سرکردگی فرقه دومینیکن در رم برقرار کرد.
- قلعه بورستون در گلاسترشر انگلستان تأسیس شد.
- در پی به بن‌بست خوردن انتخابات دوجهٔ جمهوری ونیز، تعداد انتخاب‌کنندگان از ۴۰ به ۴۱ نفر افزایش یافت تا از وقوع چنین اتفاقی در آینده جلوگیری شود.
- دانشگاه تولوز در فرانسه تأسیس شد.
- شهر رپرسویل توسط کنت رادولف دوم رپرسویل تأسیس شد.

## زادگان
- ۱۳ آوریل – لوییس دوم، دوک باواریا، فرمانروا (مرگ در ۱۲۹۴)
- بئاتریس پرونس، کنتس فرمانروای پرونس (تاریخ تقریبی مرگ ۱۲۶۷)

## درگذشتگان
- ۱۷ ژانویه – آلبرت فن بوکستهوفن، اسقف آلمانی ریگا، مبارز
- ۱۴ فوریه – راگنوالدر گیلدرولارسون، پادشاه خلع شدهٔ ایسلند.
- مارس – بلانچ ناواره، کنتس شامپاین، نایب‌السلطنهٔ شامپاین و ناواره
- تاریخ ناشناخته – یاقوت حموی، تاریخ‌نگار و جغرافی‌دان عرب (زادهٔ ۱۱۷۹

‎